# Basic Research in Cardiology
Basic Research in Cardiology, abgekürzt Basic Res. Cardiol., ist eine internationale wissenschaftliche Fachzeitschrift, die vom Springer-Verlag im Auftrag der Deutschen Gesellschaft für Kardiologie veröffentlicht wird. Die Zeitschrift wurde 1937 unter dem Namen Archiv für Kreislaufforschung gegründet, änderte 1973 den Namen in Basic Research in Cardiology und erscheint mit sechs Ausgaben im Jahr. Es werden Arbeiten veröffentlicht, die sich mit dem Herzkreislaufsystem beschäftigen.
Der Impact Factor lag im Jahr 2014 bei 5,414. Nach der Statistik des ISI Web of Knowledge wird das Journal mit diesem Impact Factor in der Kategorie Herzkreislaufsystem an 16. Stelle von 123 Zeitschriften geführt.